# Валькенхорст, Кира
Кира Валькенхорст (нем. Kira Walkenhorst; родилась 18 ноября 1990 года в г. Эссен) ― немецкая пляжная волейболистка. Выиграла золотую медаль на летних Олимпийских играх 2016 года в Рио-де-Жанейро вместе со своей напарницей Лаурой Людвиг. Она также завоевала бронзовую медаль в 2013 году на Европейском турнире по пляжному волейболу.

## Профессиональная карьера

### Рио-де-Жанейро 2016
Кира Валькенхорста участвовала в летних Олимпийских играх 2016 года в Рио вместе со своей напарницей Лаурой Людвиг. Они выиграли золотые медали в финальном матче против бразильского дуэта Агаты Беднарчук и Барбары Сейшас в двух сетах со счетом 21-18 и 21-14. Предварительно они одержали победу над Бразильским дуэтом Лариссы Франса и Талиты Антунес в полуфинале.

### Мировой тур 2016
Валькенхорст принимала участие в ФИнальном мировом туре в Торонто. Они завершили 3-й (последний) пул-B с 2 поражениями.
В четвертьфинальном матче против Росс и Уолш они победили в трёх сетах (21-18, 19-21, 15-11), дойдя до полуфинала и выступив против дуэта Лариссы и Талиты из Бразилии.
Победив над сборной Бразилии в двух сетах (21-19, 21-19) пара затем также одержала победу над швейцарками Цумкер и Гейдрих, выиграв для себя золотые медали.

## Личная жизнь
В конце 2016 года совершила каминг-аут как лесбиянка. В октябре 2017 года она вышла замуж за свою давнюю подругу и тренера Марию Клифиш. Через год её жена Мария родила тройню.